# Bitwa pod Hastenbeck
Bitwa pod Hastenbeck – starcie zbrojne, które miało miejsce podczas wojny siedmioletniej 26 lipca 1757 roku koło wioski Hastenbeck (pod Hameln). Połączone siły zbrojne hanowersko-brunszwickie i heskie zostały pokonane przez armię francuską, co ostatecznie doprowadziło do zawarcia tzw. konwencji z Kloster Zeven i okupacji księstwa Hanoweru.

## Wprowadzenie
Francuzi będący w tej wojnie sojusznikami Austrii, Rosji, Szwecji i Saksonii, uderzyli na Niemcy w kwietniu 1757 roku, prowadząc 100 tys. armię. Zamierzali odwrócić uwagę i siły Prusaków (sprzymierzonych z Anglią i Hanowerem) od czeskiego teatru działań wojennych, gdzie toczono ciężkie walki prusko-austriackie (bitwy pod Lovosicami, Pragą, Kolinem).
Jedna z dwu francuskich armii, pod dowództwem księcia de Soubise, wkroczyła na obszar środkowych Niemiec. Połączyła się ona z wojskami Rzeszy pod dowództwem księcia von Sachsen-Hildburghausen, a później poniosła klęskę w bitwie z Prusakami pod Rossbach 5 listopada 1757.
Inna armia francuska pod rozkazami marszałka Louisa Charles’a księcia d’Estrées, złożona z ok. 50 000 piechoty, 10 000 kawalerii, z 68 działami, posuwała się w kierunku Hanoweru. Związani na wschodzie przez Austrię, Rosję i Szwecję Prusacy nie byli w stanie wspomóc zachodniego frontu. Zadanie to powierzono hanowerskiej tzw. Armii Obserwacyjnej, w której skład wchodziły kontyngenty z Hanoweru (około 60%) i Hesji (około 25%), dodatkowo oddziały z Brunszwiku i niewielki kontyngent pruski (6 batalionów). Łącznie siła ta liczyła ok. 40 tysięcy (różne źródła podają 36–47 tys. ludzi), pozostając pod naczelnym dowództwem księcia Cumberland, syna brytyjskiego monarchy Jerzego II.
Hanowerczycy zrezygnowali z obrony linii Renu, decydując się bronić położonej dalej na wschód linii Wezery. Prusaków zmusiło to do rezygnacji z obrony twierdzy w Wesel i do oddania w kwietniu linii rzeki Lippe. Dla Cumberlanda głównym celem było zapobieżenie francuskiej okupacji ziem Hanoweru. Skoncentrował on wojska pod Bielefeld, a po krótkim postoju (Brackwede), postanowił przekroczyć Wezerę na południe od Minden z myślą o wykorzystaniu tej rzeki jako naturalnej linii obronnej i zapobiegając przekroczeniu jej przez wojska francuskie.

## Działania poprzedzające
Książę Cumberland rozwinął główne siły pod Hameln, odległym kilka kilometrów na północny zachód od Hastenbeck, a pruskie bataliony pozostawił w garnizonie twierdzy Minden. Wzdłuż Wezery rozciągnięto sieć patroli. Tymczasem Francuzi posłali na północ wydzielone oddziały, które 3 lipca opanowały Emden, będące istotnym węzłem komunikacyjnym między Brytanią a Niemcami; inny oddział wysłany na południe zajął 15 lipca Kassel.
Nocą 7 lipca czołówki francuskie sforsowały Wezerę koło miasteczka Beverungen. Wezera jest trudna do sforsowania, choć latem poziom wody obniża się od ok. 80 cm między Münden i Hameln, stwarzając bród możliwy do przebycia dla piechoty i kawalerii. Posuwając się naprzód, grupa ta skierowała się na północ i utworzyła przyczółek przy Höxter. Główne siły armii przekroczyły Wezerę 16 lipca nie pozostawiając księciu Cumberland innej możliwości jak rozwinąć swe siły na południe od Hameln dla przeciwstawienia się marszałkowi d’Estrées. Niefortunnie Fryderyk II przegrał tymczasem bitwę pod Kolinem z Austriakami i zmuszony był ściągnąć wspierające dotąd Cumberlanda bataliony pruskie.

## Bitwa

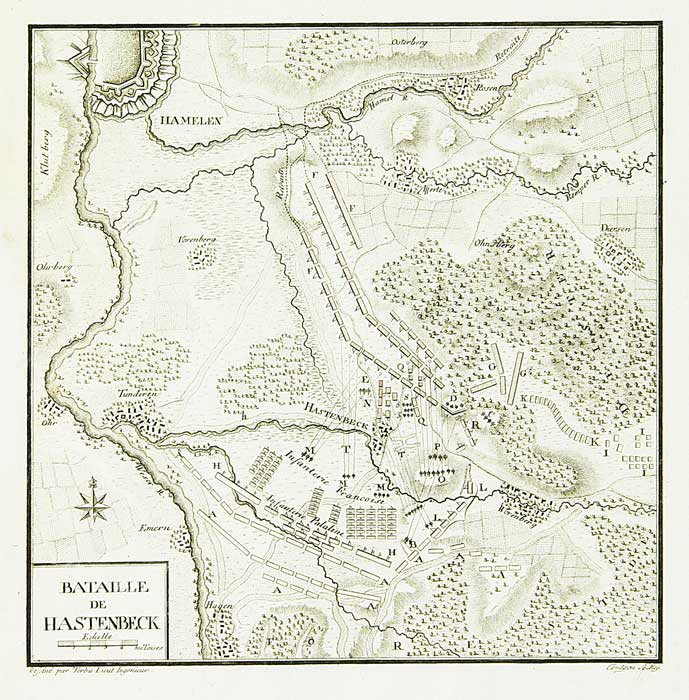
Sytuacyjny plan bitwy

Wrogie armie spotkały się rankiem 25 lipca koło wsi Hastenbeck. Dowodzący francuskim prawym skrzydłem generał François de Chevert otrzymał rozkaz uderzenia na wojska hanowerskie koło wsi Voremberg, lecz po krótkim boju natarcie to zostało powstrzymane. Ponieważ francuskie lewe skrzydło pod dowództwem księcia de Broglie wciąż przekraczało Wezerę niedaleko Hameln, marszałek d’Estrées postanowił odroczyć bitwę do czasu skoncentrowania całości swych sił.
Tymczasem książę Cumberland wycofał się zajmując silną pozycję między Alferde a Voremberg. Prawe skrzydło jego wojsk oparte było o rzekę Hamel i potok Hastenbach, a centrum rozwinięto na północ od Hastenbeck, rozmieszczając baterie artylerii na wyniosłości za wioską. Lewe skrzydło sprzymierzonych stanowiły dwie okopane baterie oraz broniące je bataliony grenadierskie, zaś lewą flankę chroniło obsadzone wzgórze Obensburg. Głównodowodzący popełnił jednak błąd zakładając, że jest ono niemożliwe do sforsowania i rozmieścił na szczycie szczupłe siły w postaci zaledwie 3 kompanii strzelców. W ten sposób lewe skrzydło jego wojsk praktycznie zawisło w powietrzu, choć cały front zabezpieczał nurt rzeki Haste.
Generał Chevert otrzymał rozkaz uderzenia czterema brygadami na lewą flankę hanowerskich pozycji, które o 09:00 posuwały się w kierunku Obensburgu w trzech kolumnach batalionowych i szybko przemogły obronę kompanii strzelców hanowerskich. Widząc możliwość zagrożenia swych pozycji od tyłu, książę Cumberland nakazał odbicie wzgórza odwodom oraz batalionom grenadierskim chroniącym działa w centrum.

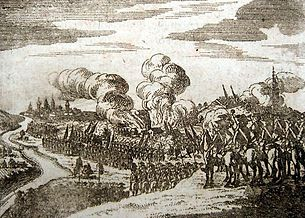
Bitwa pod Hastenbeck (ówczesna grafika)

Główne uderzenie francuskie wykonywał generał d’Armentieres atakując Voremberg siłami pięciu brygad piechoty wzmocnionych czterema pułkami spieszonych dragonów. Równocześnie francuskie centrum, wykorzystując osłabienie centralnej pozycji, zaatakowało artylerię sprzymierzonych. Po odparciu kilku francuskich ataków zdobyta została główna bateria Cumberlanda, który zrezygnowany wydał rozkazy odwrotu. Około 13:00, już po wydaniu rozkazów, wydzielony oddział pułkownika Dachenhausena, strzegący dotąd przepraw nad Hamel, natarł samorzutnie na prawe skrzydło Francuzów i wypierając ich ze wzgórza Obensburg. Zachęcone tym oddziały z centrum przeszły do kontrnatarcia, odzyskując utracone działa. Sukces ten został jednak zaprzepaszczony, gdyż reszta armii zgodnie z rozkazem rozpoczęła już ogólny odwrót za rzekę Hamel. Zdezorientowany niejasną sytuacją marszałek d’Estrees także wydał o 13:00 rozkaz odwrotu. Wycofały się również zwycięskie oddziały Cumberlanda. Dopiero godzinę później wódz francuski w pełni rozpoznał sytuację i zarządził pościg, nie zdoławszy już jednak przeszkodzić armii sprzymierzonych w przeprawie przez Hamel.
W trakcie działań bitewnych miejscowość Hastenbeck została niemal całkowicie zniszczona (ocalał jedynie kościół, plebania i dom rolnika).

## Następstwa
Starcie pod Hastenbeck było jedną ze szczególnych bitew, gdy obydwaj głównodowodzący uznali ją za przegraną i przedwcześnie rozpoczęli odwrót. Francuzi (już pod dowództwem marszałka de Richelieu) zdobyli umocnienia nad Wezerą oraz zajęli Brunszwik i miasto Hanower, zmuszając władze do ewakuacji do Stade. Książę Cumberland utrzymywał jeszcze linię rzeki Aller dla ochrony Bremy. Richelieu obawiał się brytyjskiego lądowania w okolicach Emden lub Stade. Wskutek tego i z obawy przed flankowym uderzeniem nie wyruszył wraz z drugą armią francuską na Saksonię. Atakował za to Bremę i zajmując ją zmusił Cumberlanda do wycofania się również w okolice Stade. Mimo że Francuzi wstrzymali ofensywę, książę Cumberland podpisał niekorzystną konwencję z Kloster Zeven, zgadzając się na ewakuację wojsk z ziem Hanoweru (który tym samym znalazł się pod okupacją francuską). Zarazem przekreślała ona jego osobisty udział w tej wojnie, powodując usunięcie go ze stanowiska i odwołanie do Anglii.

## Literatura
- Olaf Groehler: Die Kriege Friedrichs II. Berlin 1989
- F.R. Paulig: Geschichte des Siebenjaehrigen Krieges. Starnberg 1988